# Sagres

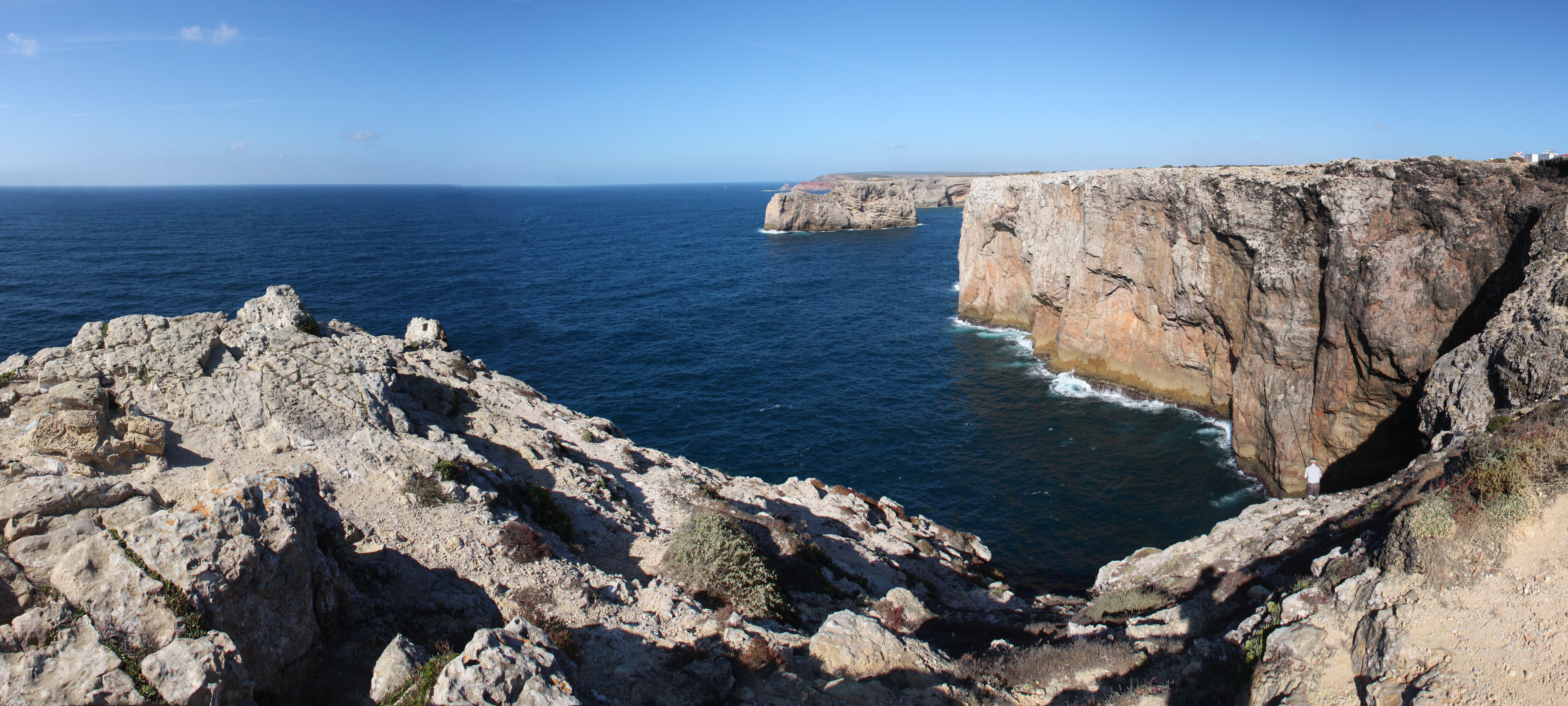
Szent Vince-fok

Sagres település Portugália délnyugati csücskén. Lakossága 2011-ben 1900 fő volt.
A közeli Szent Vince-fokon (Cabo de São Vicente) a katolikus hagyomány alapján Zaragozai Szent Vince holttestét vetették partra a hullámok. Innen kapta a nevét. 1416 körül Tengerész Henrik portugál herceg egy erődöt és hajógyárat építtetett itt. Mint az utazók híres pártfogója itt alapított hajózási iskolát is, ahol Vasco da Gama Afrika és India felfedezésére indított utazásának tervei születtek.
Tengerész Henrik erődjéből alig maradt valami. A ma látható falakat a 17. században emelték. Ma is látható azonban a hatalmas, kőből épült széliránytű, a 43 méter átmérőjű Rosa de Ventos, amit állítólag Henrik is használt. Az egyszerű Nossa Senhora da Graca-kápolnát is ő építtette.